# Giglberg (Isen)
Giglberg ist ein Gemeindeteil des Marktes Isen im oberbayerischen Landkreis Erding.

## Lage
Die Einöde Giglberg liegt 3,25 Kilometer südwestlich des Isener Marktplatzes in der Gemarkung Schnaupping.

## Geschichte
Giglberg wurde 1450 erstmals erwähnt. Der Ort gehörte ursprünglich zur Obmannschaft Seidelstetten in der freisingischen Herrschaft Burgrain. Durch die Säkularisation gelangte die Herrschaft Burgrain in den Besitz Kurpfalz-Bayerns (ab 1806 Königreich Bayern). Seit dem bayerischen Gemeindeedikt von 1818 war Giglberg ein Teil der Gemeinde Westach. Im Rahmen der bayerischen Gebietsreform von 1972 schloss sich die damalige Gemeinde Westach am 1. April 1971 dem Markt Isen an.

## Bevölkerungsentwicklung
Giglberg bestand im Jahr 1739 aus 4 Anwesen. Um 1871 gab es dort 15 Einwohner. Im Mai 1987 lebten in dort zehn Einwohner in zwei Wohngebäuden.
| Jahr      | 1871 | 1925 | 1950 | 1970 | 1987 |
| Einwohner | 15   | 15   | 13   | 13   | 10   |